# هولست
هولست (به هلندی: Hulst) یک شهرستان در هلند است که در زیلاند واقع شده‌است. هولست ۳ متر بالاتر از سطح دریا واقع شده‌است.

## خواهرخوانده
شهر میشل‌اشتات خواهرخواندهٔ هولست هست.

## نگارخانه

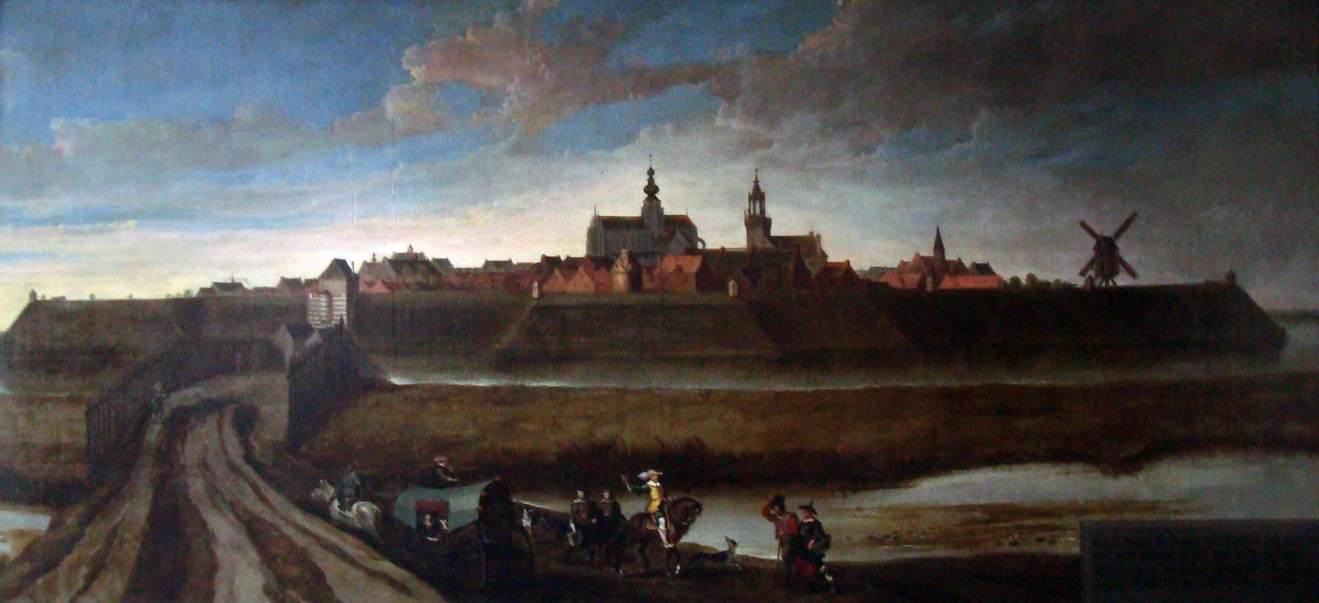
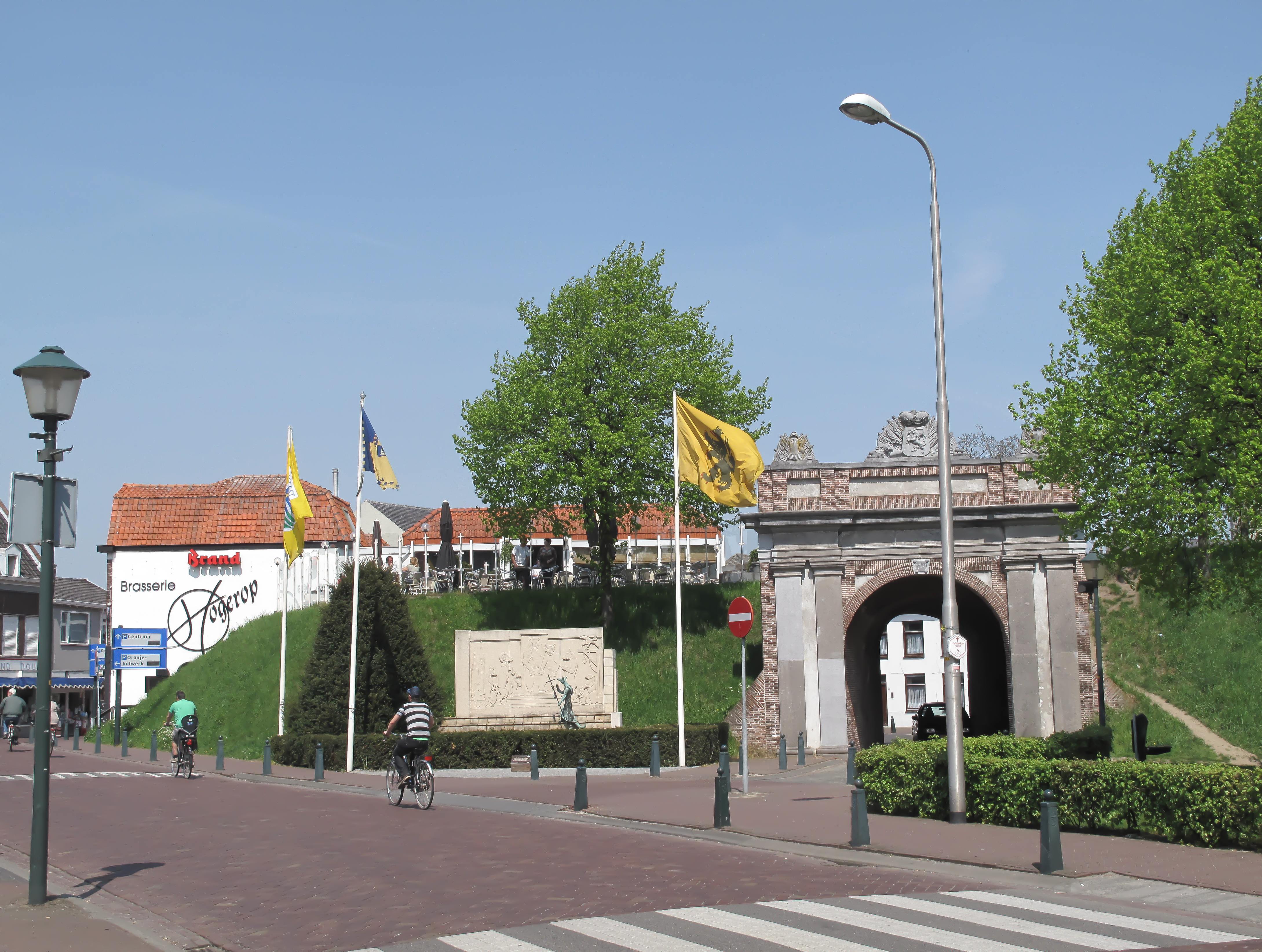
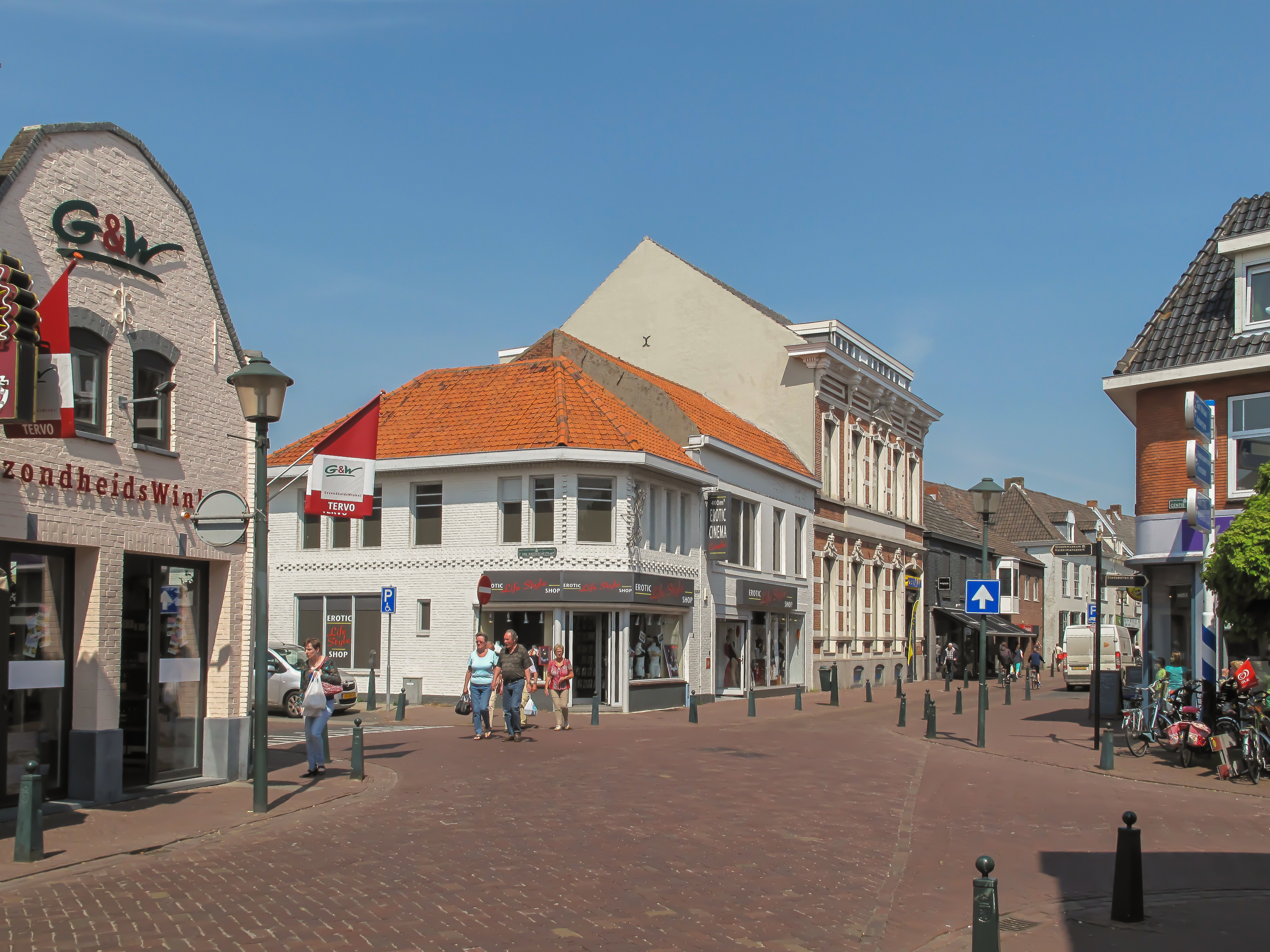
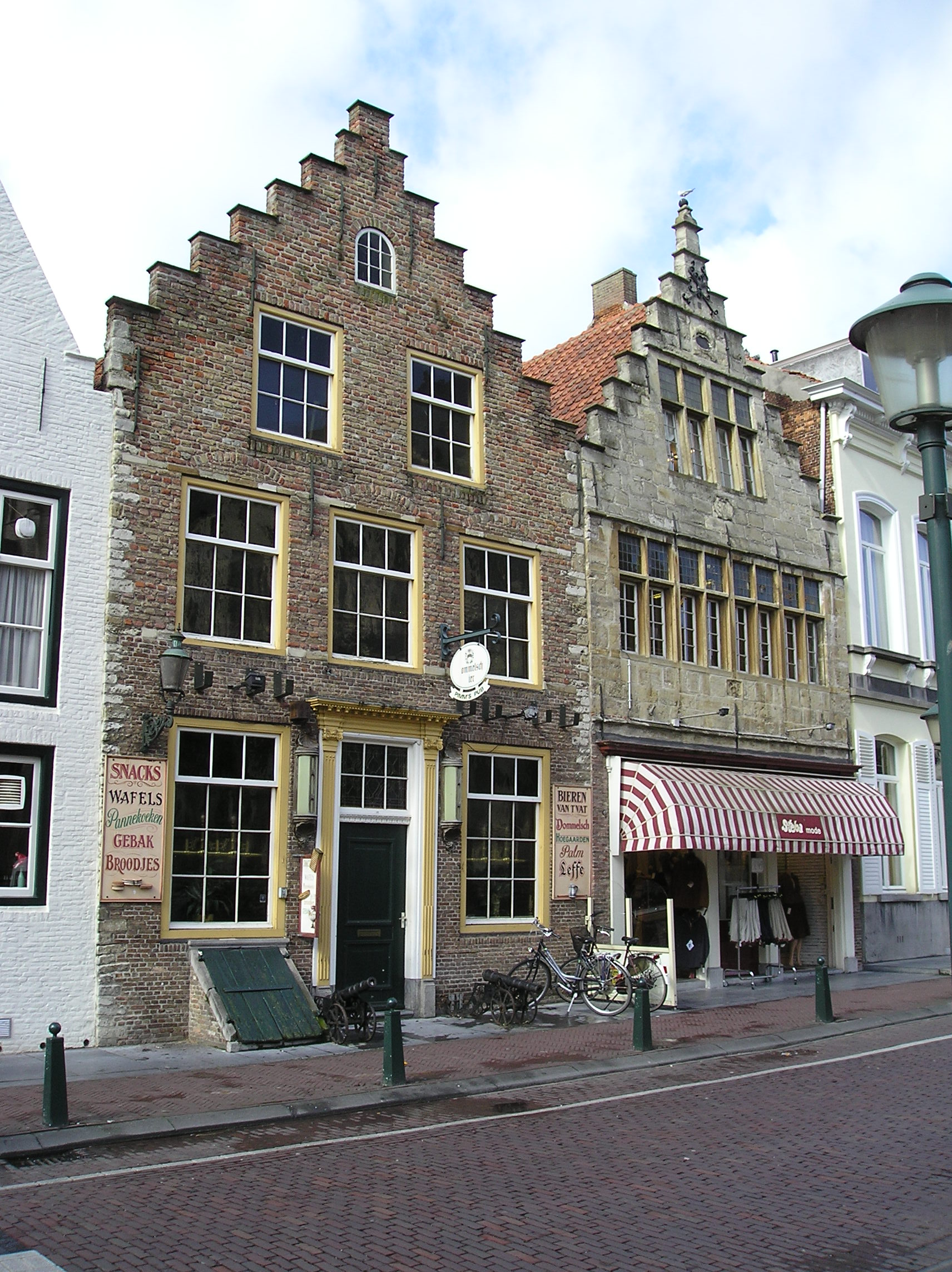
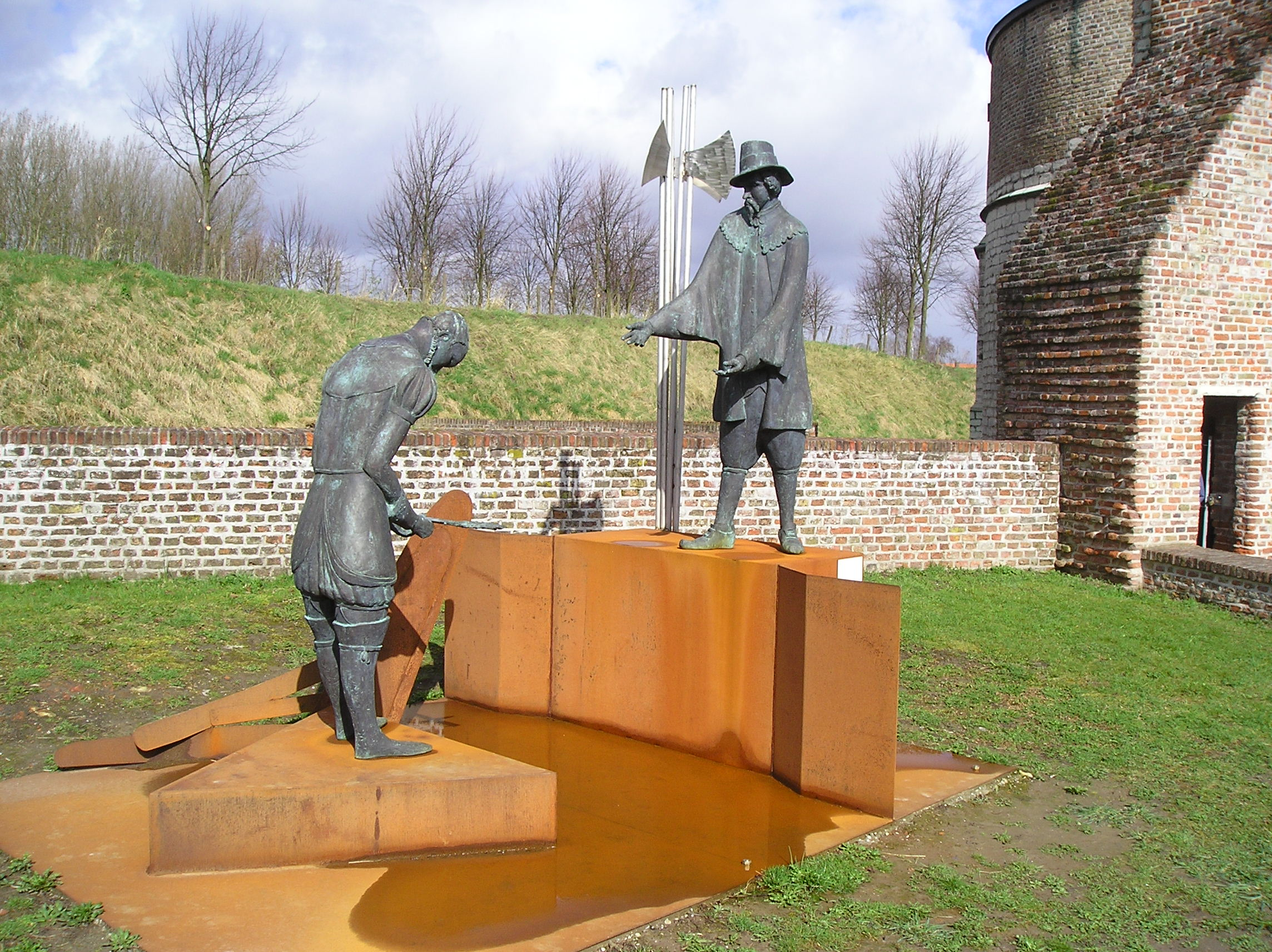
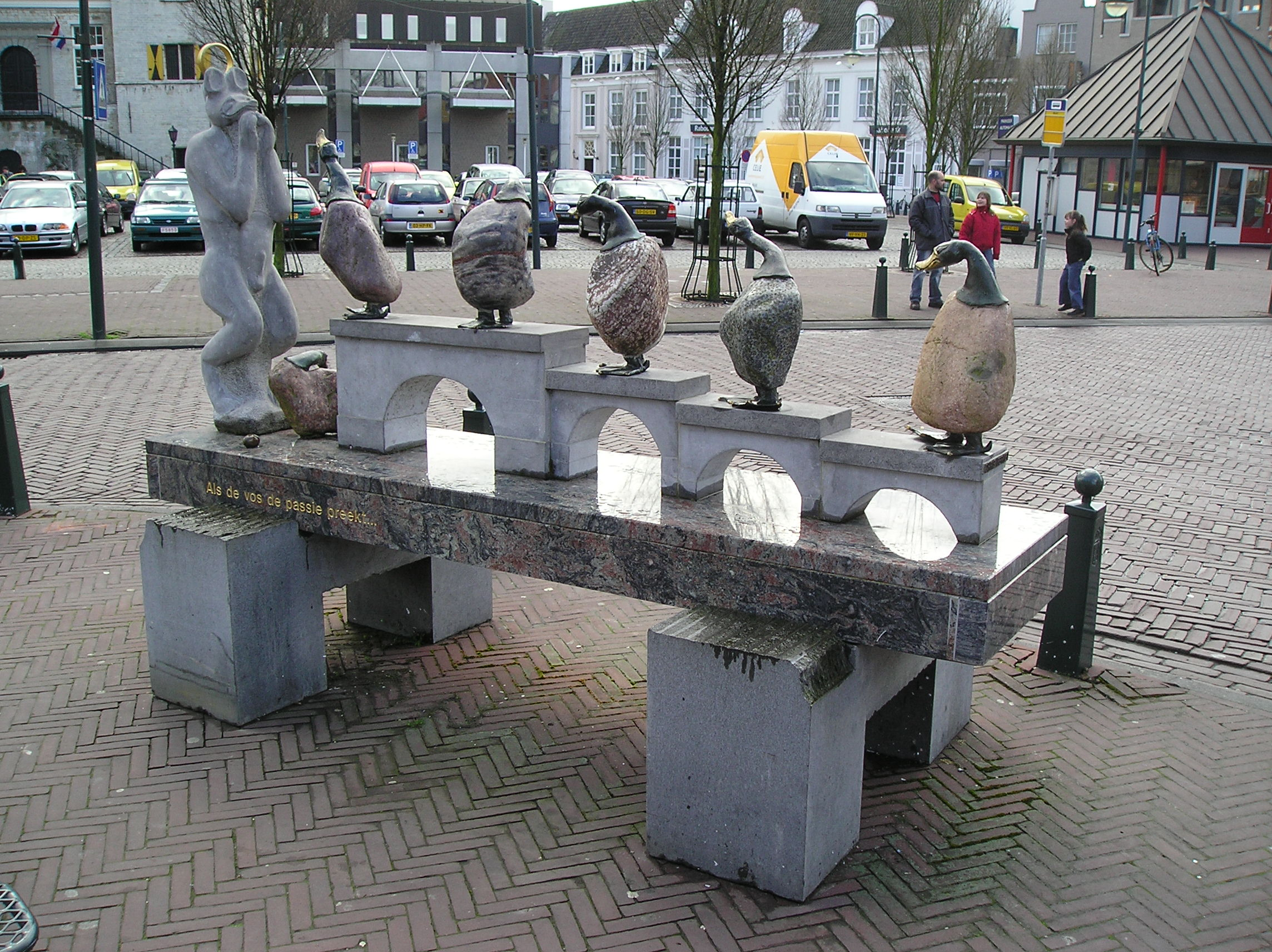
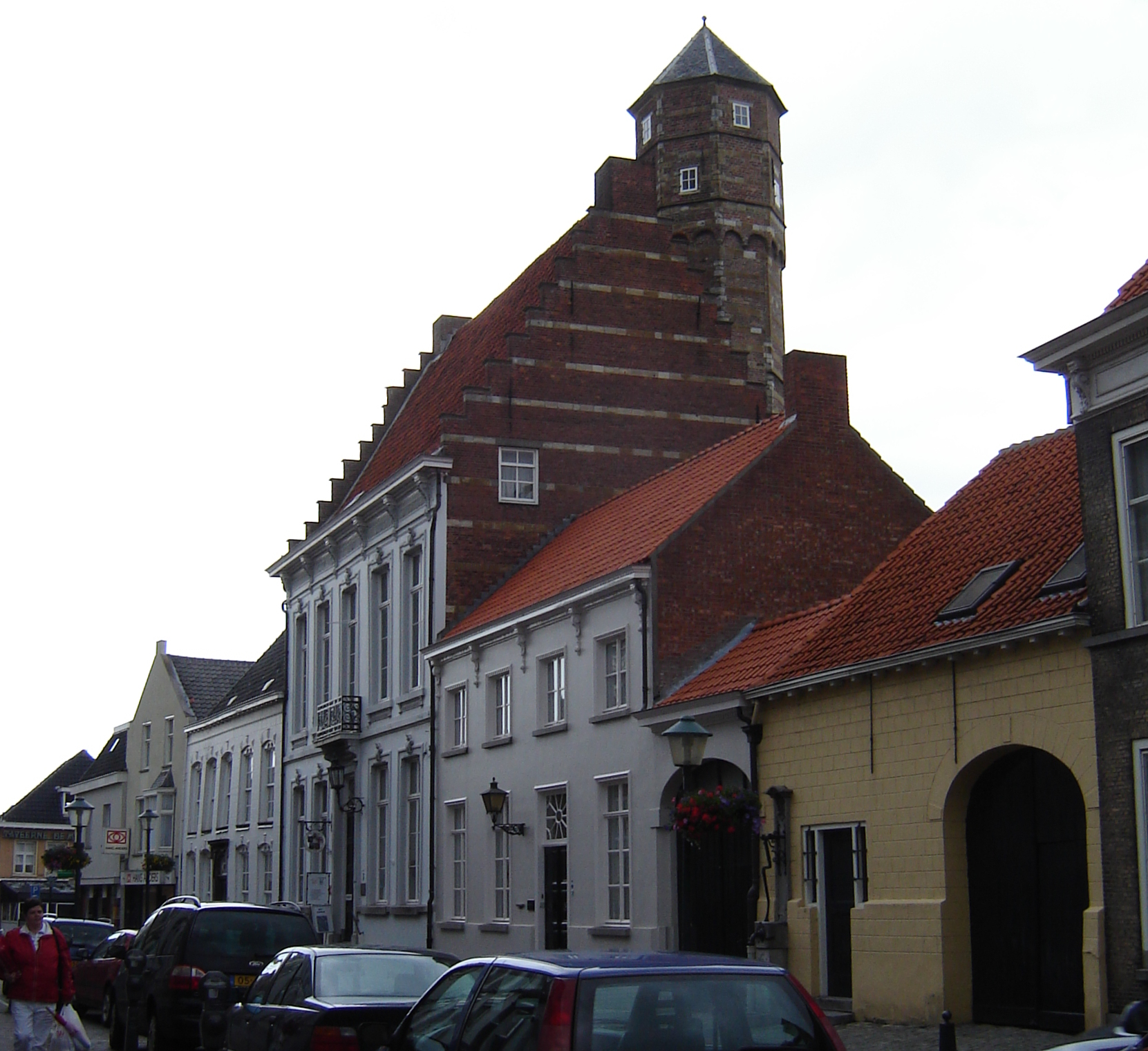